# Jackie Brown (Boxer, 1909)
Jackie Brown (* 29. November 1909 in Collyhurst, England; † 15. März 1971) war ein britischer Boxer im Fliegengewicht.

## Profikarriere
Im Jahre 1925 begann er erfolgreich seine Profikarriere. Am 31. Oktober 1932 boxte er gegen Young Perez um die NBA-Weltmeisterschaft und gewann durch Aufgabe in Runde 13. Diesen Gürtel verteidigte er insgesamt dreimal und verlor ihn im September 1935 an Benny Lynch durch Knockout in der 2. Runde.  
Im Jahre 1939 beendete er seine Karriere.